# Bazylika Matki Bożej Wniebowziętej w Akwilei
Bazylika Matki Bożej Wniebowziętej (wł. Basilica di Santa Maria Assunta)  w Akwilei – bazylika z początku XI wieku, zbudowana na fundamentach jeszcze starszej świątyni, po której zachowała się pochodząca z IV wieku mozaika o powierzchni 760 m². W 1998 roku bazylika została wpisana na listę światowego dziedzictwa UNESCO. Bazylika była siedzibą patriarchów Akwilei.

## Historia bazyliki
Budowę pierwotnej bazyliki w Akwilei rozpoczął biskup Teodor w 314 roku, czyli już po ogłoszeniu przez cesarza Konstantyna edyktu mediolańskiego. Bazylika w Akwilei była więc jedną z pierwszych świątyń chrześcijańskich wybudowanych po zniesieniu prześladowań chrześcijan, a równocześnie pierwszym z kościołów zaprojektowanych i wzniesionych od podstaw, bez wykorzystywania planu jakiejś wcześniejszej świątyni pogańskiej. Akwileja, splądrowana w 452 roku przez Hunów pod wodzą Attyli, a w VI wieku przez Longobardów, utraciła uprzywilejowaną pozycję na rzecz Grado. Prymat w regionie odzyskała dopiero w wieku XI. Wówczas patriarcha Poppone odbudował bazylikę na planie pierwotnej. Podczas prac zabudowano czerwono-białymi płytkami wczesnochrześcijańskie mozaiki. Dzięki temu, mimo wielokrotnych kataklizmów i zniszczeń, mozaiki zachowały się w bardzo dobrym stanie. Zostały odkryte podczas prac na początku XX wieku. Wówczas prace konserwatorskie bazyliki w Akwilei prowadził polski historyk sztuki Karol Lanckoroński. W dowód uznania Akwileja nadała mu w 1906 honorowe obywatelstwo. 

## Architektura chrześcijańska
Architektura bazyliki zawierała elementy odzwierciedlające charakter inicjacji chrześcijańskiej Kościoła pierwszych wieków. W pierwszej z dwóch auli, zwanej catechumenum, prowadzono przygotowania katechumenów, którzy po trzech latach wtajemniczania mieli otrzymać chrzest. Dopiero po chrzcie mogli uczestniczyć w liturgiach sprawowanych w ecclesia, czyli drugiej auli. Między catechumenum a ecclesia wybudowano dwie sale, które były wykorzystywane dla przeprowadzania obrzędów inicjacyjnych. Jedną z nich było baptisterium, gdzie odbywał się chrzest, a drugą consignatorium, czyli sala do celebrowania bierzmowania.

## Mozaiki

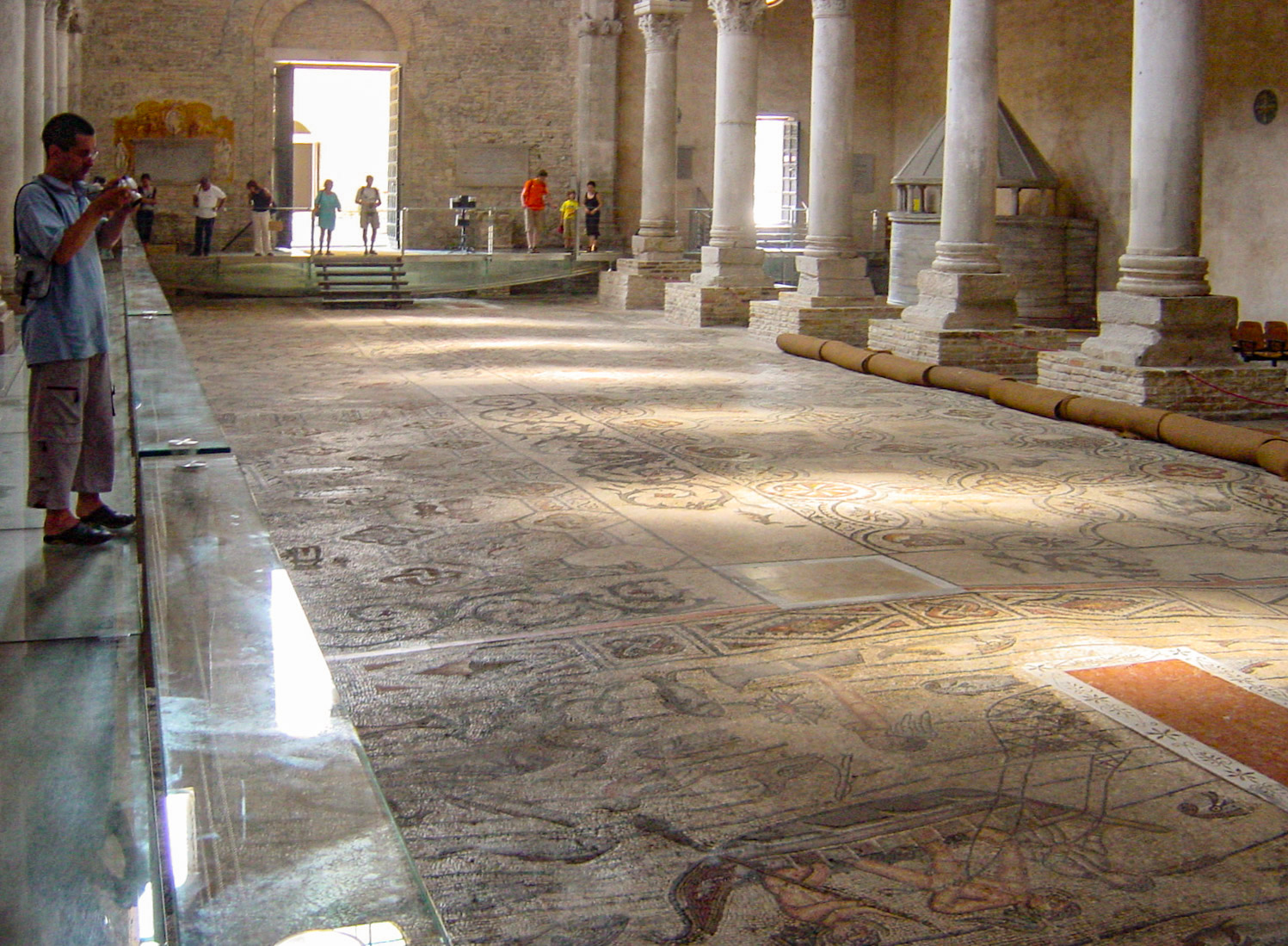
Fragment mozaik
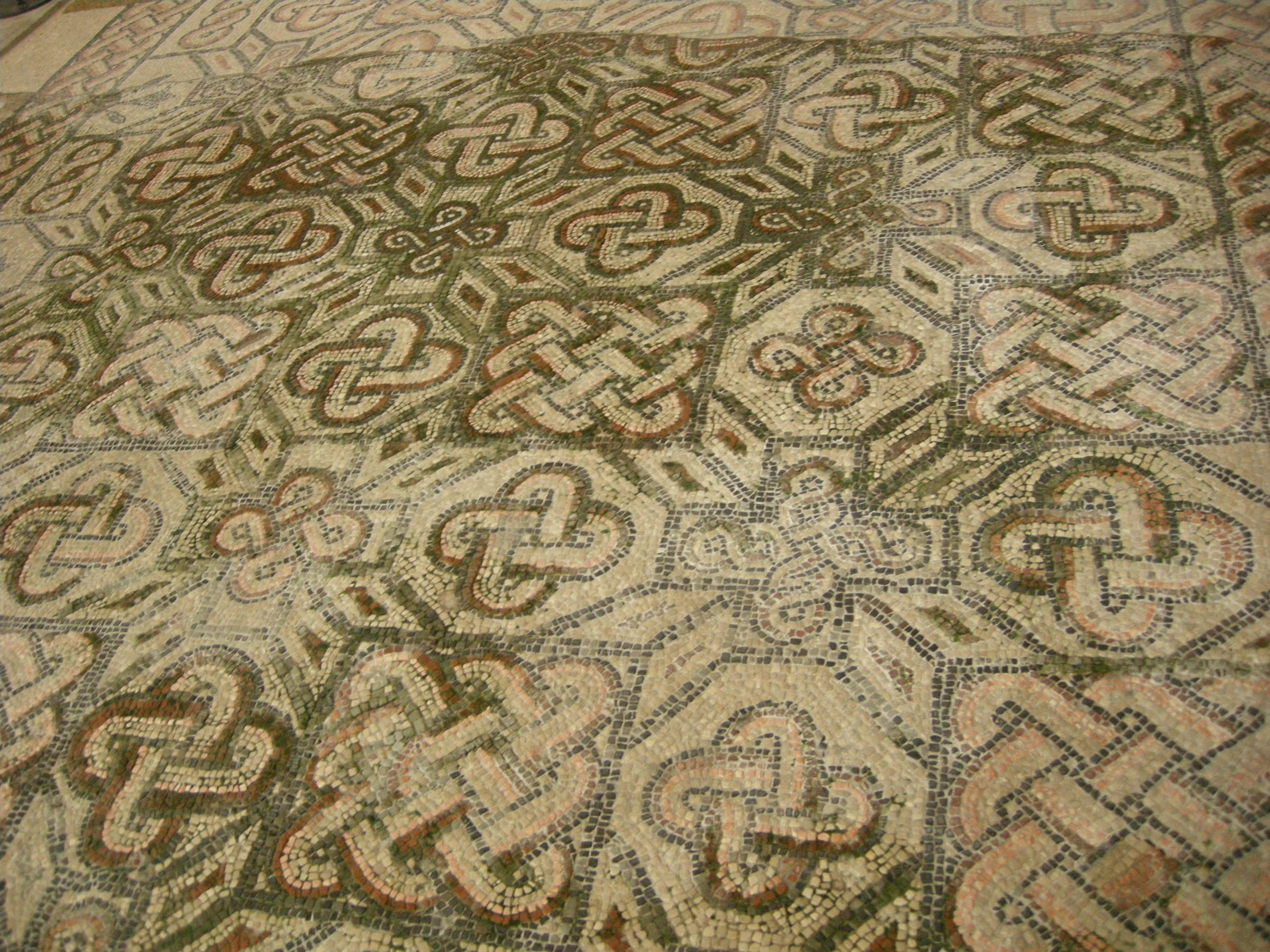
Mozaika z motywami geometrycznymi
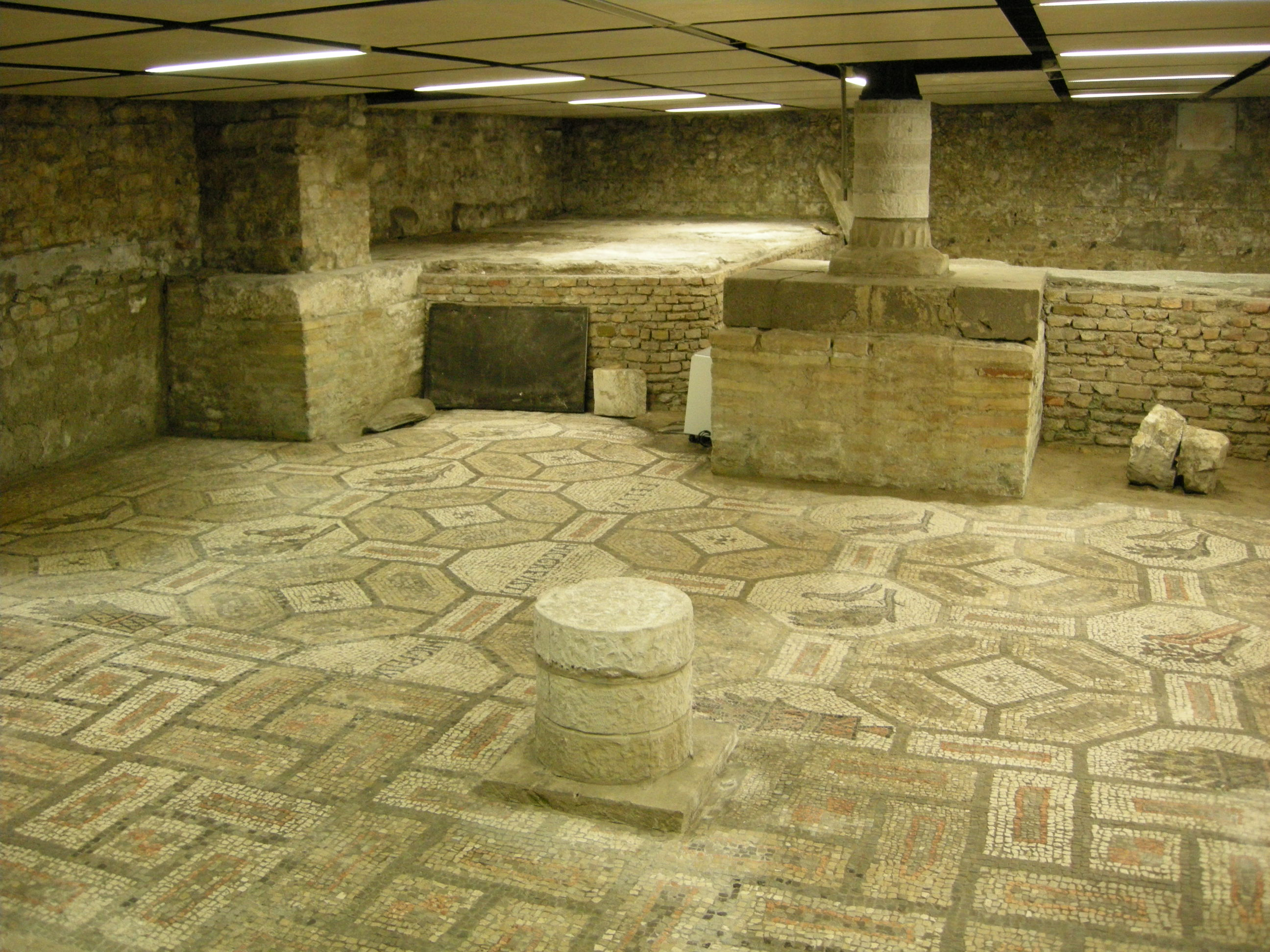
Mozaika z motywami geometrycznymi i zwierzęcymi
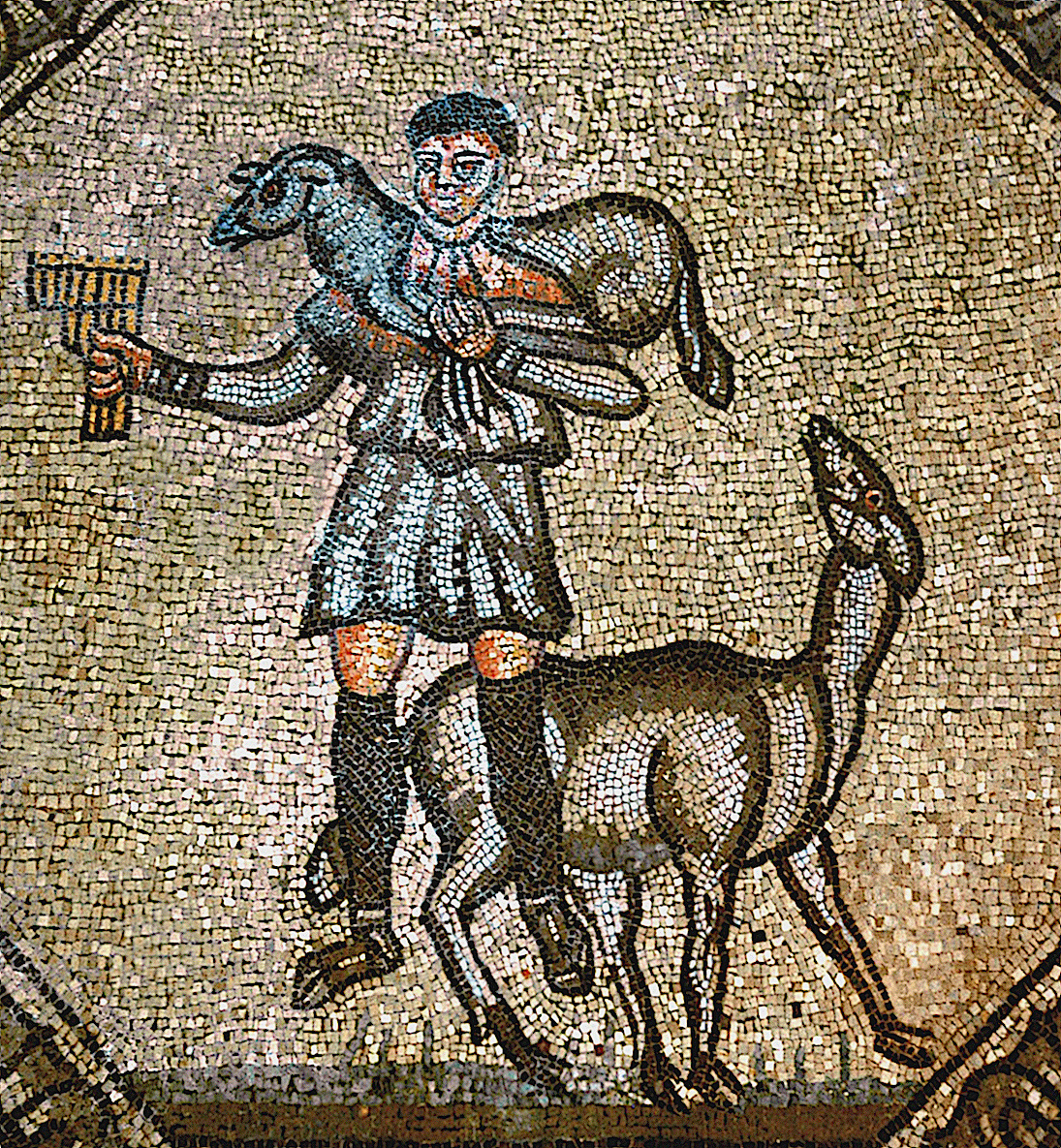
Dobry Pasterz – mozaika
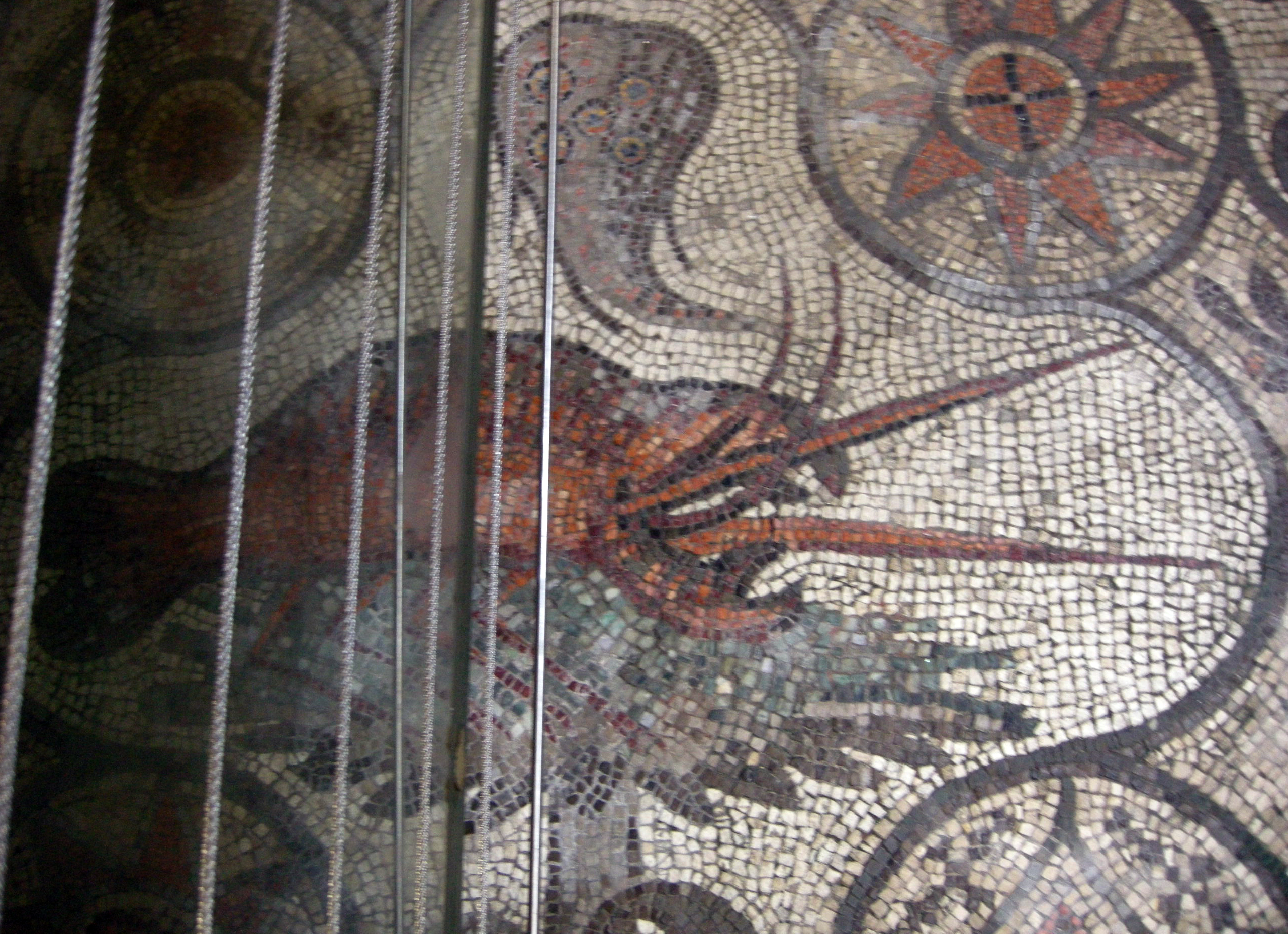
Langusta na palmie – mozaika
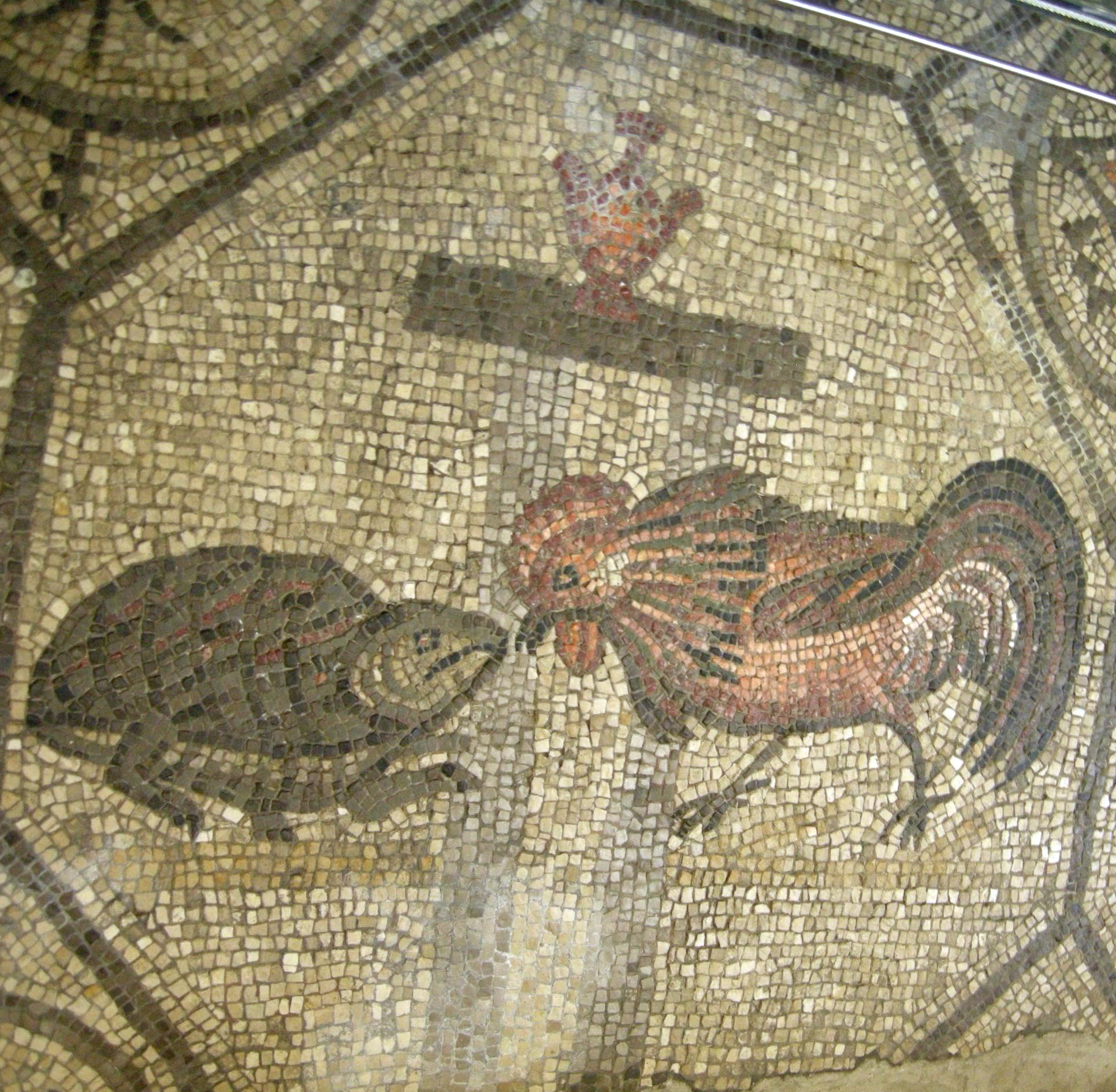
Kogut i żółw – mozaika

W bazylice w Akwilei zachowała się największa w świecie mozaika wczesnochrześcijańska o powierzchni 760 m². Także mozaiki są świadectwem katechetycznego charakteru budowli. Zawierają liczne symboliczne odniesienia do wartości chrześcijańskich. Jednym z powszechniej znanych motywów jest mozaika ukazująca langustę odpoczywającą na palmie. Wizerunek ten wyjaśniał katechumenom charakter wtajemniczenia chrześcijańskiego – wskazywał na zupełną przemianę chrześcijanina, który dzięki wierze może wyjść z ciemności i cieszyć się światłem świętości, wykonując przy tym uczynki niespotykane w naturze. Inna mozaika, przedstawiająca walkę koguta z żółwiem, pouczała neofitów o istocie walki jasności (kogut, jako zwiastun świtu) z ciemnością (żółw, który żyje w wodzie i zamyka się w skorupie).